# V415 Carinae
V415 Carinae (V415 Car / A Carinae) es una estrella de magnitud aparente +4,41 situada en la constelación de Carina, la quilla del Navío Argos.
Se encuentra, de acuerdo a la nueva reducción de los datos de paralaje de Hipparcos, a 539 años luz del sistema solar.
V1415 Carinae es una estrella binaria cuya duplicidad fue advertida por primera vez por W.H. Wright en 1905.
La componente principal, V415 Carinae A, es una gigante luminosa amarilla de tipo espectral G6II.
Tiene una temperatura superficial de 4981 ± 100 K y una luminosidad entre 497 y 537 veces mayor que la del Sol.
Su diámetro es 31,3 veces más grande que el diámetro solar y gira sobre sí misma con una velocidad de rotación proyectada de 12,2 km/s.
Su masa es aproximadamente 4,26 veces mayor que la masa solar y evidencia una metalicidad algo por debajo de la solar ([Fe/H] = -0,4).
V415 Carinae B, la estrella secundaria, es una estrella blanca de la secuencia principal de tipo A1V.
Sus características son similares a las de Merak (β Ursae Majoris) o a las de ζ Arietis.
Con una temperatura de 9388 K, es 95 veces más luminosa que el Sol.
Tiene una masa de dos masas solares y un radio un 90% más grande que el del Sol.
El sistema tiene un período orbital de 195,26 días y el semieje mayor de la órbita de V415 Carinae B es de 150 UA, cinco veces la distancia que hay entre Neptuno y el Sol.
El plano orbital se halla inclinado 82° respecto al plano del cielo, por lo que desde la Tierra la órbita se observa casi de perfil.
Ello propicia que tenga lugar un eclipse parcial cuando la estrella secundaria intercepta la luz de la región polar la gigante amarilla, lo que conlleva una disminución del brillo total de 0,06 magnitudes.
Se ha especulado que en el pasado el sistema puede haber experimentado transferencia de masa estelar entre las dos componentes.